# Thibaut Pinot
Thibaut Pinot (Mélisey, 1990. május 29. –) francia profi kerékpárversenyző, a Groupama–FDJ csapat versenyzője.

## Pályafutása
Pinot 1990-ben született a franciaországi Mélisey-ben. Már gyerekkorában megszerette a kerékpározást, családjával gyakran jártak ki a versenyekre szurkolni. Bátyja, Julien is komolyan foglalkozott a kerékpározással, nagy hatással volt Thibaut gyerekkorára, bár ő sokáig csak élvezetből biciklizett. Tizenéves korában kezdett el komolyabban foglalkozni a kerékpározással, rengeteg időt fordított edzésre az iskola mellett. Első komoly győzelmére a Giro delle Valle d’Aostán került sor, ahol sokan felfigyeltek rá, ezért 19 éves korában leszerződtette az FDJ. A következő években a Tour de L’ain-on ért el sikereket, illetve 2010-ben a Tour de Romandie-n nyerte meg a hegyi pontversenyt. 
Első háromhetes körversenyére a 2012-es Tour de France-on került sor. Csapatfőnöke eredetileg a Vueltán akarta indítani, de Pinot kérésére hazájában mutatkozhatott be. A bemutatkozása nagyon is eredményes volt, ugyanis 22 évesen, a mezőny legfiatalabb versenyzőjeként tudta szökésből megnyerni a 8. szakaszt az esélyesek előtt. Az összetettet végül az előkelő tizedik helyen zárta, Tejay van Garderen mögött pedig a második lett a fiatalok versenyében. A következő Tourra így már a franciák nagy reményeként érkezett, de nem alakult szerencsésen a versenye, mivel egy lázzal és torokfájással járó betegség miatt fel kellett adnia a versenyt. A hamar befejezett versenye után indult a Vueltán, ahol a hetedik helyével ismét sikerült a Top10-ben zárnia egy háromhetes körversenyen. A 2014-es Tour de France hozta meg számára a nagy áttörést. A hegyi szakaszokon rendre Nibali közelében ért célba, de az olasz érinthetetlennek bizonyult, de Pinot szépen lassan kitartóan az összetett második helyére zárkózott fel. Az utolsó időfutamon azonban honfitársa, Péraud gyorsabb volt nála, így Pinot az összetett harmadik helyére esett vissza, de azt már megtartotta a verseny végéig, és mindemellett a legjobb fiatal versenyzőként zárt. 2015-ben a Tour de Romandie-n és a Tour de Suisse-en is egyaránt megnyerte a királyszakaszt. A Tourra ismét esélyesként érkezett, de az első héten sok időt veszített riválisaival szemben, így elszálltak összetett esélyei. Az utolsó előtti szakaszon bekerült a szökésbe és az esélyesek előtt sikerült nyernie a legendás Alpe d’Huez-en.
2016-ban szintén jól sikerült a felkészülése a Tourra, a Romandie-n megnyerte az időfutamot és az összetettben második lett, a Dauphiné-n pedig egy hegyi szakaszt tudott megnyerni. A Dauphiné után elindult a francia nemzeti bajnokságon is, ahol sikerült megnyernie az időfutamot bajnokságot. A Tour azonban ismét nem úgy sikerült számára, ahogy azt elképzelte, ugyanis a 7. szakaszon több, mint három percet kapott az esélyesektől, majd a rossz formája miatt fel is adta a versenyt. Később egy vírusfertőzés miatt már nem is láttuk többet versenyezni az évben. A visszatérésére a Girón került sor, először indult az olasz körversenyen.  A hegyi szakaszokon jól tekert, a Blockhauson második lett Nairo Quintana mögött, és ezzel az összetettben is átvették az első két helyet. Másnap azonban az időfutamon máris két perces hátrányba került a specialista Tom Dumoulintől, de az összetettben csupán a negyedik helyig csúszott vissza. Az utolsó előtti hegyi szakaszon sikerült győznie, ezzel pedig feljött a harmadik helyre, azonban mögötte pont Dumoulin állt az összetettben. A holland az előzetes várakozásoknak megfelelően végül a negyedik helyről egészen az elsőre ugrott előre jó időfutamának köszönhetően, ez viszont azt jelentette, hogy Pinot lecsúszott a dobogóról és a negyedik helyen fejezte be a versenyt. A Tourra azonban fáradtan érkezett és nem sikerült jó eredménnyel zárnia, a 17. szakaszon sérülés miatt feladta a versenyt.
2018-ban a tervek szerint mind a Girón, mind a Touron el tervezett indulni, emiatt azonban tavasszal keveset versenyzett, hogy a francia versenyre kerülhessen csúcsformába. A Giróra készülés előtt megnyerte a Tour of the Alpst, így nagy esélyekkel érkezett az olasz körversenyre. Sokáig tartotta magát az esélyesekkel, majd pedig az emlékezetes 19. szakaszon feljött az összetett harmadik helyére Froome és Dumoulin mögé. Azonban a következő szakaszon drámaian megzuhant, mint később kiderült, tüdőgyulladást kapott, emiatt kórházba került és fel kellett adnia a versenyt az utolsó szakasz előtt. A betegsége miatt azonban nem tudott indulni a Touron, helyette a Vueltán folytatta a szezonját. Itt a verseny elején ugyan hátrányba került, de két fontos szakaszon is győzni tudott, a legendás Covadongán és Andorrában. Végül ennek köszönhetően az összetett hatodik helyén zárt. Az Vuelta után sikerült még fenntartania a jó formáját, sikerült megnyernie a Miláno–Torinót, majd megszerezte első monumentum-győzelmét a Lombardián. Egy erős csoportból támadott az utolsó helyen és sikerült legyőznie a legnagyobb esélyest, Nibalit.
A 2019-es Tour de France-ra nagy ígéretekkel érkezett, nagy esélye volt arra, hogy ismét a dobogón zárja a versenyt. A 14. szakaszt sikerült megnyernie a Tourmalet-n miután a szakasz legvégén támadott. A 18. szakaszon azonban combsérülést szenvedett, és ugyan a következő szakaszon még elindult, 40 kilométer elteltével fel kellett adnia a versenyt a fájdalmai miatt. 2020-ban a második helyen végzett a Dauphinén, azonban a Tour megint nem a tervek szerint sikerült számára, az első szakaszon bukásba keveredett, majd a 8. szakaszon veszített sok időt riválisaival szemben, így csak az összetett 29. helyén zárt szakaszgyőzelem nélkül. Elindult a Vueltán is, azonban a Touron szerzett hátsérülése miatt a harmadik szakasz előtt feladta a versenyt. A következő évre a Tour helyett a Girót választotta, ám a sérülése miatt végül egyik nagy háromhetes körversenyen sem indult el. 
2022-ben ismét a Tour de France-on indult el, de nem az összetett dobogó, hanem egy szakaszgyőzelem volt a célja. Ehhez a legközelebb a 9. szakaszon járt, de az utolsó hegyen nem sikerült utolérnie Bob Jungelst, így lecsúszott a győzelemről.

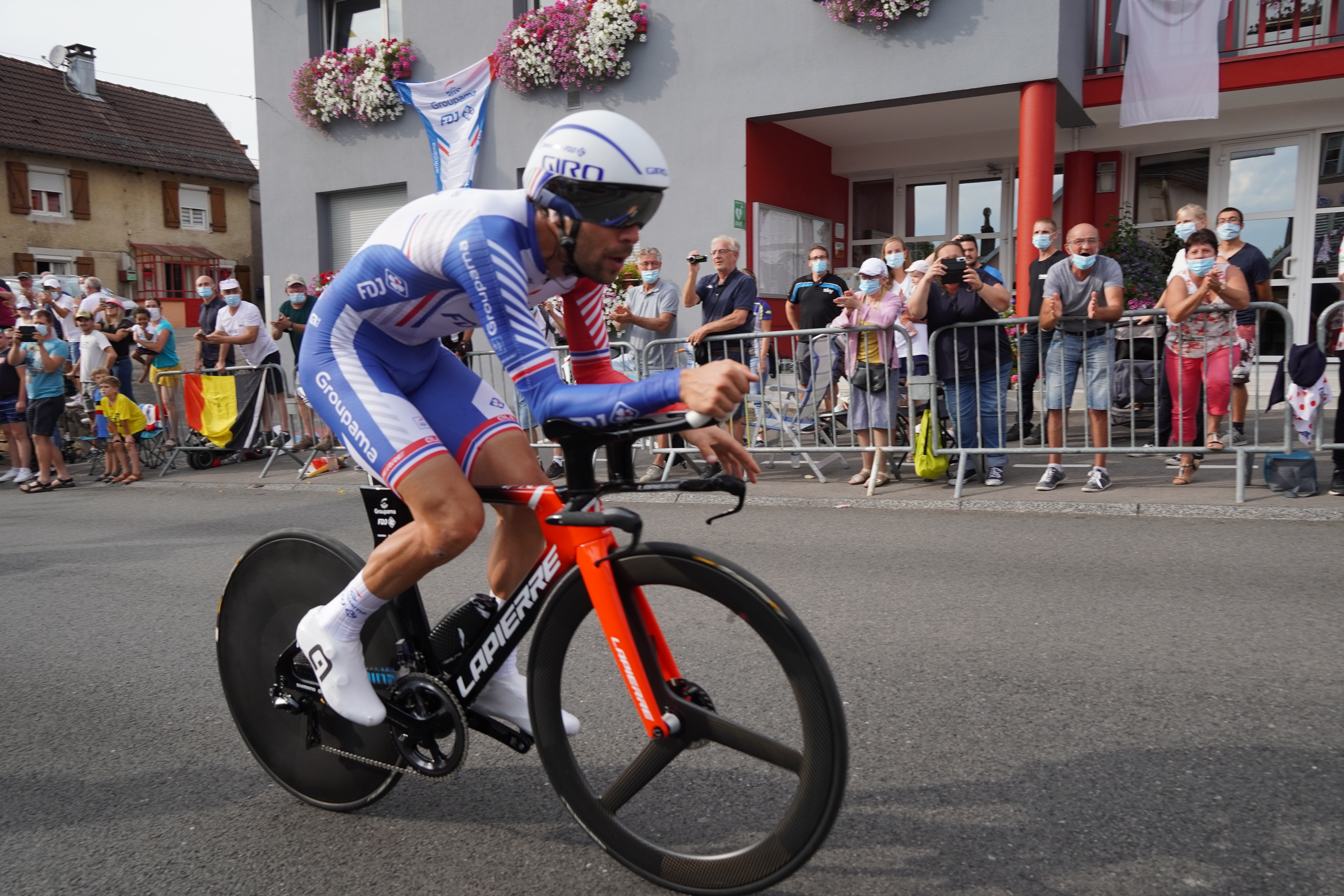
Pinot a 2020-as Tour de France 20. szakaszán, amely szülővárosán, Mélisey-n haladt át

## Eredményei
| Grand Tour eredményei        |      |      |      |      |      |      |      |      |      |      |      |      |      |
| Grand Tour                   | 2010 | 2011 | 2012 | 2013 | 2014 | 2015 | 2016 | 2017 | 2018 | 2019 | 2020 | 2021 | 2022 |
| Giro d’Italia                | –    | –    | –    | –    | –    | –    | –    | 4.   | Ki   | –    | –    | –    | –    |
| Tour de France               | –    | –    | 10.  | Ki   | 3.   | 16.  | Ki   | Ki   | –    | Ki   | 29.  | –    | 15.  |
| Vuelta a España              | –    | –    | –    | 7.   | Ki   | –    | –    | –    | 6.   | –    | Ki   | –    |      |
| Egyhetesek                   |      |      |      |      |      |      |      |      |      |      |      |      |      |
| Verseny                      | 2010 | 2011 | 2012 | 2013 | 2014 | 2015 | 2016 | 2017 | 2018 | 2019 | 2020 | 2021 | 2022 |
| Párizs–Nizza                 | –    | –    | –    | –    | –    | –    | –    | –    | –    | –    | 5.   | –    | –    |
| Tirreno–Adriatico            | –    | –    | 50.  | –    | Ki   | 4.   | 5.   | 3.   | –    | 5.   | –    | 43.  | 8.   |
| Katalán körverseny           | 49.  | –    | Ki   | 8.   | 13.  | –    | –    | –    | 10.  | 11.  | ×    | –    | –    |
| Baszk körverseny             | –    | –    | Ki   | 40.  | 9.   | 10.  | 4.   | –    | –    | –    | ×    | –    | –    |
| Tour de Romandie             | 30.  | –    | 11.  | 12.  | 10.  | 4.   | 2.   | –    | –    | –    | ×    | –    | 13.  |
| Critérium du Dauphiné Libéré | 20.  | 16.  | –    | –    | –    | –    | 16.  | –    | –    | 5.   | 2.   | –    | –    |
| Tour de Suisse               | –    | –    | Ki   | 4.   | 15.  | 4.   | –    | –    | –    | –    | ×    | –    | 14.  |
| Egynaposok                   |      |      |      |      |      |      |      |      |      |      |      |      |      |
| Verseny                      | 2010 | 2011 | 2012 | 2013 | 2014 | 2015 | 2016 | 2017 | 2018 | 2019 | 2020 | 2021 | 2022 |
| Milánó–Sanremo               | –    | –    | –    | –    | –    | –    | –    | –    | –    | –    | –    | –    | –    |
| Flandriai körverseny         | –    | –    | –    | –    | –    | –    | –    | –    | –    | –    | –    | –    | –    |
| Párizs–Roubaix               | –    | –    | –    | –    | –    | –    | –    | –    | –    | –    | ×    | –    | –    |
| Liège–Bastogne–Liège         | –    | –    | –    | –    | –    | –    | –    | –    | –    | –    | –    | –    | –    |
| Giro di Lombardia            | –    | 47.  | Ki   | 12.  | 14.  | 3    | –    | 5.   | 1.   | –    | –    | 50.  |      |